# (26858) Misterrogers
(26858) Misterrogers est un astéroïde de la ceinture principale qui a été découvert par Eleanor Francis Helin le 21 mars 1993. Son nom provient de Fred Rogers acteur, animateur de télévision, compositeur, producteur et scénariste américain.